# 平芝公園
平芝公園（ひらしばこうえん）は、愛知県豊田市平芝町5丁目にある、豊田市が管理する都市公園である。

## 概要
広さ62,800平方メートルの公園の一角にある梅林は、種類も本数も多く見応えがあり、毎年多くの人で賑わう。イベント開催時は無料臨時駐車場を設置するが、混み合うため公共交通機関の利用がおすすめである。
名鉄梅坪駅から徒歩10分程度。公園の直下を愛知環状鉄道線がトンネルで通過している。